# 培花駅
培花駅（ペファえき、배화역）は、朝鮮民主主義人民共和国（北朝鮮）江原道安辺郡に位置する朝鮮民主主義人民共和国鉄道省江原線の駅である。

## 歴史
- 1913年8月21日：安辺駅として開業[1]。
- 1928年5月16日：培花駅に改称[2]。